# Hollandia (Rotterdam)
Hollandia was een bioscoop in Rotterdam. In de Kerstdagen van 1913 opende de bioscoop Hollandia in Hoogstraat 398 (vooroorlogse nummering), met in de directie Bartholomeus de Ridder. Over dit theater is weinig bekend. Vermoedelijk was het een typische 'eendagsvlieg', één van de vele bioscooptheaters die begin jaren '10 in Rotterdam openden die al na korte tijd weer werden opgedoekt. In december 1915 viel al het doek voor Hollandia. Andere bioscopen in deze jaren in de Hoogstraat waren Américain Bioscope Kosmorama, Scala (1911), gevolgd door Imperial en Thalia (1912) en Tivoli (1914).